# اوتو فالکنبر
اوتو فالکنبر (انگلیسی: Otto Falkenberg; ۹ ژانویهٔ ۱۸۸۵ – ۲۱ ژوئیهٔ ۱۹۷۷) قایقران قایق بادبانی اهل نروژ بود.